# Màn hình phẳng

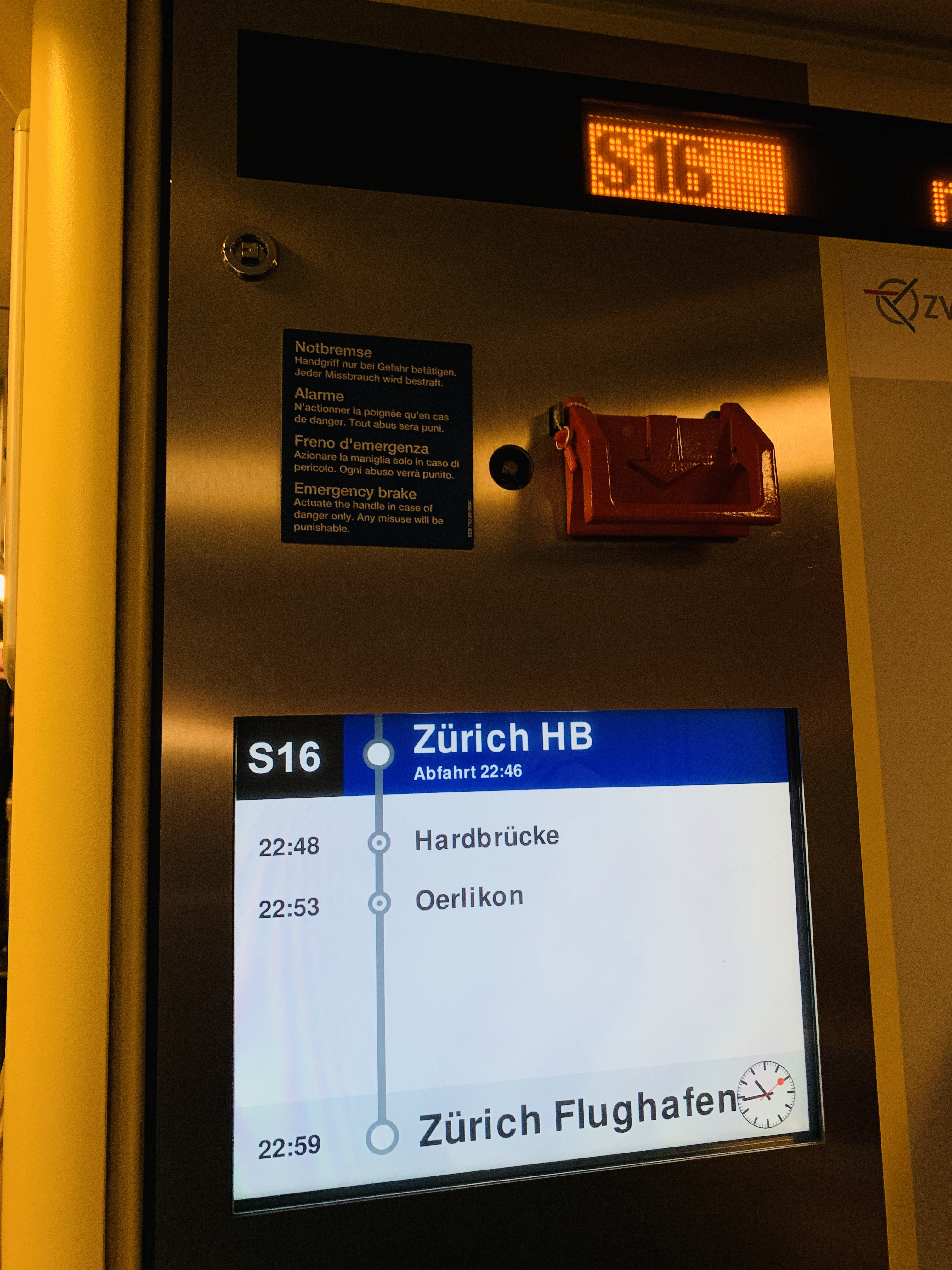
Thông tin về hai loại màn hình phẳng tại ga xe lửa Zürich Hauptbahnhof: màn hình LED màu cam (trên cùng bên phải) và màn hình LCD (dưới cùng).

Màn hình phẳng (FPD) là màn hình điện tử được sử dụng để hiển thị nội dung trực quan như văn bản hoặc hình ảnh. Nó có mặt trong các thiết bị tiêu dùng, y tế, giao thông vận tải và công nghiệp.
Màn hình phẳng có đặc điểm mỏng, nhẹ, cung cấp độ tuyến tính tốt hơn và có khả năng phân giải cao hơn so với các màn hình thông thường từ các thời đại trước. Chúng thường dày dưới 10 cm (3,9 in). Trong khi độ phân giải cao nhất cho TV CRT cấp tiêu dùng là 1080i, nhiều màn hình phẳng trong những năm 2020 có thể có độ phân giải 1080p và 4K.
Trong những năm 2010, các thiết bị điện tử tiêu dùng di động như máy tính xách tay, điện thoại di động và máy ảnh di động đã sử dụng màn hình phẳng vì chúng tiêu thụ ít điện năng hơn và nhẹ hơn. Tính đến năm 2016, màn hình phẳng đã gần như thay thế hoàn toàn màn hình CRT.
Hầu hết các màn hình phẳng từ những năm 2010 đều sử dụng công nghệ LCD hoặc diode phát quang (LED), đôi khi được kết hợp với nhau. Hầu hết các màn hình LCD đều có đèn nền với các bộ lọc màu được sử dụng để hiển thị màu sắc. Trong nhiều trường hợp, màn hình phẳng được kết hợp với công nghệ màn hình cảm ứng, cho phép người dùng tương tác với màn hình một cách tự nhiên. Ví dụ, màn hình điện thoại thông minh hiện đại thường sử dụng tấm nền OLED, với màn hình cảm ứng điện dung.
Màn hình phẳng có thể được chia thành hai loại thiết bị hiển thị: động và tĩnh. Màn hình phẳng dạng động yêu cầu các pixel phải được làm mới định kỳ để giữ nguyên trạng thái của chúng (ví dụ như màn hình tinh thể lỏng (LCD)) và chỉ có thể hiển thị hình ảnh khi nó có nguồn điện, còn màn hình phẳng dạng tĩnh dựa trên các vật liệu có trạng thái màu có thể phân biệt được, chẳng hạn như màn hình sử dụng công nghệ e-ink và như vậy sẽ giữ lại nội dung ngay cả khi nguồn điện bị ngắt.

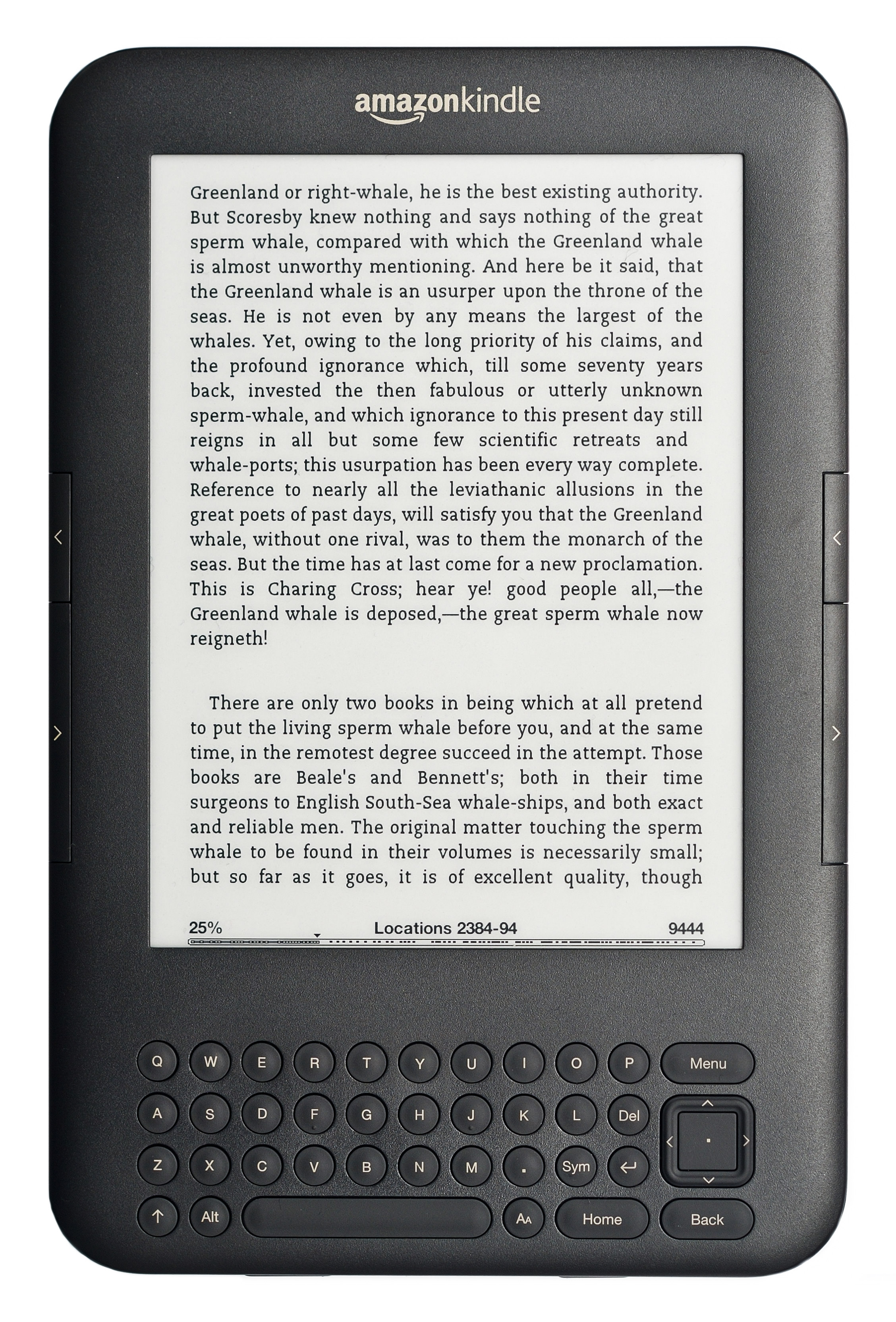
Máy đọc sách điện tử Amazon Kindle của Amazon hiển thị một trang sách điện tử. Hình ảnh của Kindle về văn bản trong sách sẽ vẫn hiển thị trên màn hình ngay cả khi hết pin, vì đây là công nghệ màn hình tĩnh. Tuy nhiên, nếu không có nguồn điện, người dùng không thể chuyển sang một trang mới.